# Сан-Жозе-да-Витория
Сан-Жозе-да-Витория (порт. São José da Vitória)  —  муниципалитет в Бразилии, входит в штат Баия. Составная часть мезорегиона Юг штата Баия. Входит в экономико-статистический микрорегион Ильеус-Итабуна. Население составляет 4344 человека на 2006 год. Занимает площадь 53,395 км². Плотность населения — 81,4 чел./км².
Праздник города — 13 июня.

## История
Город основан в 1990 году.

## Статистика
- Валовой внутренний продукт на 2003 год составляет 14 972 870,00 реалов (данные: Бразильский институт географии и статистики).
- Валовой внутренний продукт на душу населения на 2003 год составляет 2878,84 реалов (данные: Бразильский институт географии и статистики).
- Индекс развития человеческого потенциала на 2000 год составляет 0,626 (данные: Программа развития ООН).

## География
Климат местности: тропический.